# Geri Gergely
Geri Gergely (Királyhelmec, 1977. január 19. –) szlovák-magyar labdarúgóedző.

## Pályafutása
Labdarúgóként hátvédként szerepelt csapataiban. Több szlovák klubban játszott, szerepelt a szlovák élvonalban is, illetve 2005-ben rövid ideig a Nyíregyháza Spartacus játékosa volt. Sérülés miatt 36 évesen hagyta abba a profi labdarúgást.
Visszavonulása után edzősködni kezdett. Előbb kisebb szlovák klubokat irányított, majd a zólyombrézói Zeleziarne Podbrezová edzői stábjában kapott munkát. A csapatnál ülhetett le először edzőként élvonalbeli mérkőzésen a kispadra, amikor 2018 decemberében ideiglenesen őt nevezték ki a csapat élére. Az ezt követő időszakban a Nitra csapatát két időszakban is irányította, és volt, hogy Marian Süttő stábjában másodedzőként tevékenykedett a klubnál. Második nyitrai időszakában benntartotta a csapatot a szlovák első osztályban, és több figyelemre méltó eredményt ért el, ide értve a Slovan Bratislava idegenbeli legyőzését is, de volt, hogy csapata többmérkőzéses veretlenségi sorozatot is fel tudott mutatni. 2020 decemberében felbontotta szerződését a pénzügyi nehézségekkel küzdő csapatnál, majd nem sokkal később Feczkó Tamás utódja lett a magyar Diósgyőri VTK-nál. Mindössze 3 bajnoki mérkőzést követően, 2021. január 7-én a miskolci klub hivatalos közleményben jelentette be, hogy menesztették Gerit. Március 8-án a visszatért Szlovákiába és az FK Sered edzője lett, amely a 2020–21-es szezon végéig kötött szerződést vele. A kiírás végén az élvonal alsó házi tabellájának élén zárt. Június 30-án lejáró kontraktusát nem hosszabbították meg és 12 meccs után távozott. Július 1-jén a Pohronie (Garamszentkereszt) igazolta le, ahonnan 6 lejátszott bajnoki után a menesztés sorsára jutott, hiszen 4 vereséggel állt az összesítésben.

## Statisztikái

### Edzőként
| Csapat          | Kinevezés          | Távozás             | Mérleg | Mérleg | Mérleg | Mérleg |
| Csapat          | Kinevezés          | Távozás             | M      | GY     | D      | V      |
| --------------- | ------------------ | ------------------- | ------ | ------ | ------ | ------ |
| Rimavská Sobota | 2014. február 12.  | 2015. június 30.    | 45     | 13     | 11     | 21     |
| FKM Tornala     | 2015. július 1.    | 2016. június 30.    |        |        |        |        |
| MFK Zvolen      | 2016. július 1.    | 2017. december 31.  |        |        |        |        |
| Podbrezova      | 2018. november 28. | 2019. január 6.     | 2      | 0      | 1      | 1      |
| Podbrezova B    | 2019. január 7.    | 2019. június 30.    |        |        |        |        |
| Nitra           | 2019. október 27.  | 2020. január 5.     | 6      | 3      | 2      | 1      |
| Nitra           | 2020. július 18.   | 2020. november 30.  | 16     | 6      | 3      | 7      |
| Diósgyőri VTK   | 2020. december 8.  | 2021. január 7.     | 3      | 0      | 0      | 3      |
| FK Sered        | 2021. március 8.   | 2021. június 30.    | 12     | 6      | 1      | 5      |
| FK Pohronie     | 2021. július 1.    | 2021. augusztus 30. | 6      | 1      | 1      | 4      |
| Forrás:         |                    |                     |        |        |        |        |